# FASTA格式
在生物信息学中，FASTA格式是一种用于记录核酸序列或肽序列的文本格式，其中的核酸或氨基酸均以单个字母编码呈现。该格式同时还允许在序列之前定义名称和编写注释。这一格式最初由FASTA软件包定义，但现今已是生物信息学领域的一项标准。
FASTA简明的格式降低了序列操纵和分析的难度，令序列可被文本处理工具和诸如Python、Ruby和Perl等脚本语言处理。

## 格式
FASTA格式中的一条完整序列，包含开头的单行描述行和多行序列数据。描述行行首前置半角大于号（“>”）以和数据行区分。“>”后紧接的内容为该序列的标识符，该行剩余部分则为序列的描述（标识符与描述均非必须）。“>”和标识符之间不应有空格，且建议将单行内容限制在80字符以内。序列的结束以下一条序列的“>”出现为标识。如下为FASTA评论区格式一条序列的示例：
```
>gi|31563518|ref|NP_852610.1 关，瓦斯4 microtubule-associated proteins 1A/1B light chain 3A isoform b [Homo sapiens]

MKMRFFSSPCGKAAVDPADRCKEVQQIRDQHPSKIPVIIERYKGEKQLPVLDKTKFLVPDHVNMSELVKI

IRRRLQLNPTQAFFLLVNQHSMVSVSTPIADIYEQEKDEDGFLYMVYASQETFGFIRENE

```

上例中，“gi|31563518|ref|NP_852610.1|”是序列的名称。

## 历史
原版FASTA/Pearson格式定义出现在FASTA程序包的文档中。可随FASTA的任一免费版本下载（见fasta20.doc、fastaVN.doc或fastaVN.me，其中VN代表版本号）。
FASTA格式中的一条序列由多行文本组成，每一行的字符数均不能超过120字符，通常不推荐超过80字符。这一限制可能与软件为单行显示预分配固定大小内存有关：当时大部分的用户都使用DEC VT（或其兼容）终端，而这一终端单行支持显示的字符数上限在80到132个之间。大部分人会将他们的终端配置为字号较大的80字符模式，因此在FASTA中每行只包含80字符或更少（通常为70字符）成为了推荐的做法。此外，标准打印页的一行宽度也在70到80字符之间（取决于字体）。
FASTA文件的首行以一个“>”（大于号）或“;”（分号，较不常见）起始，后者是一条注释。然而，后续以分号起始的各行却会被软件忽略。由于软件只会识别第一条注释，早期会在首行注释中编写序列摘要（以唯一的图书馆登录号起始）；但随时间推移，现在的常见做法是只使用“>”（包括首行），不再使用任何“;”注释（因软件会忽略后者）。
在首行（用于唯一描述序列）之后，是以单字母标准编码表达的实际序列数据。有效编码以外的任何字符（包括空格、制表符、星号等）都会被忽略。在结尾以“*”（星号）以示序列结束亦是早期的一种常见做法（与PIR格式序列类似）；同样因为如上原因，描述和序列之间往往还会留有空行。
如下为一些序列文件的样例：
```
;LCBO - Prolactin precursor - Bovine

; a sample sequence in FASTA format

MDSKGSSQKGSRLLLLLVVSNLLLCQGVVSTPVCPNGPGNCQVSLRDLFDRAVMVSHYIHDLSS

EMFNEFDKRYAQGKGFITMALNSCHTSSLPTPEDKEQAQQTHHEVLMSLILGLLRSWNDPLYHL

VTEVRGMKGAPDAILSRAIEIEEENKRLLEGMEMIFGQVIPGAKETEPYPVWSGLPSLQTKDED

ARYSAFYNLLHCLRRDSSKIDTYLKLLNCRIIYNNNC*

>MCHU - Calmodulin - Human, rabbit, bovine, rat, and chicken

ADQLTEEQIAEFKEAFSLFDKDGDGTITTKELGTVMRSLGQNPTEAELQDMINEVDADGNGTID

FPEFLTMMARKMKDTDSEEEIREAFRVFDKDGNGYISAAELRHVMTNLGEKLTDEEVDEMIREA

DIDGDGQVNYEEFVQMMTAK*

>gi|5524211|gb|AAD44166.1| cytochrome b [Elephas maximus maximus]

LCLYTHIGRNIYYGSYLYSETWNTGIMLLLITMATAFMGYVLPWGQMSFWGATVITNLFSAIPYIGTNLV

EWIWGGFSVDKATLNRFFAFHFILPFTMVALAGVHLTFLHETGSNNPLGLTSDSDKIPFHPYYTIKDFLG

LLILILLLLLLALLSPDMLGDPDNHMPADPLNTPLHIKPEWYFLFAYAILRSVPNKLGGVLALFLSIVIL

GLMPFLHTSKHRSMMLRPLSQALFWTLTMDLLTLTWIGSQPVEYPYTIIGQMASILYFSIILAFLPIAGX

IENY

```

多序列FASTA文件可由单序列FASTA文件字符串连接而成。这并不与FASTA文件要求首行可以“;”或“>”起始的格式相冲突，因为只要后续所有序列都以“>”起始便可被软件视为不同序列（并推而广之要求序列定义行必须使用“>”）。所以，如上的示例在连接后即为合法的多序列文件。

## 描述行
描述行（定义行）或标题行以“>”开始，紧随着序列的名称和/或唯一标识符，除此还可包含其他信息。在过时的做法中，标题行有时可以有一条以上的标题，并以^A（Control-A）控制符分隔。

在原版的Pearson FASTA格式中，以分号起始的注释可在标题行之后出现。但一些遵守NCBI FASTA规范（页面存档备份，存于）的数据库和生物信息软件不会识别这些注释。如下为多序列FASTA文件的示例：
```
>SEQUENCE_1

MTEITAAMVKELRESTGAGMMDCKNALSETNGDFDKAVQLLREKGLGKAAKKADRLAAEG

LVSVKVSDDFTIAAMRPSYLSYEDLDMTFVENEYKALVAELEKENEERRRLKDPNKPEHK

IPQFASRKQLSDAILKEAEEKIKEELKAQGKPEKIWDNIIPGKMNSFIADNSQLDSKLTL

MGQFYVMDDKKTVEQVIAEKEKEFGGKIKIVEFICFEVGEGLEKKTEDFAAEVAAQL

>SEQUENCE_2

SATVSEINSETDFVAKNDQFIALTKDTTAHIQSNSLQSVEELHSSTINGVKFEEYLKSQI

ATIGENLVVRRFATLKAGANGVVNGYIHTNGRVGVVIAAACDSAEVASKSRDLLRQICMH

```

### 序列表达
在标题行和注释之后，是由一行或多行构成的序列数据，其中每行的长度应短于80字符。序列可以是蛋白质序列或核酸序列，其中可以包含空白占位或比对用字符（见序列比对）。序列应以标准的IUB/IUPAC氨基酸和核酸编码表达，除以下例外：允许小写字母，并会被转作大写字母；一个半角连字符可表示一个空白字符；且在氨基酸序列中，U和*是合法字符（见下文）。标准中不允许数字，但部分数据库使用数字来表示序列的位置。
支持的核酸编码如下：
| 核酸编码 | 含义                | 辅助记忆     |
| -------- | ------------------- | ------------ |
| A        | A                   | 腺嘌呤（Adenine）   |
| C        | C                   | 胞嘧啶（Cytosine）   |
| G        | G                   | 鸟嘌呤（Guanine）   |
| T        | T                   | 胸腺嘧啶（Thymine） |
| U        | U                   | 尿嘧啶（Uracil）   |
| R        | A、G                | 嘌呤（puRine）     |
| Y        | C、T、U             | 嘧啶（pYrimidines）     |
| K        | G、T、U             | 酮基（Ketones）     |
| M        | A、C                | 氨基（aMino）     |
| S        | C、G                | 强（）结合力 |
| W        | A、T、U             | 弱（）结合力 |
| B        | 非A（如C、G、T、U） | 后为         |
| D        | 非C（如A、G、T、U） | 后为         |
| H        | 非G（如A、C、T、U） | 后为         |
| V        | 非T非U（如A、C、G） | 后为         |
| N        | A C G T U           | 任意核酸（Nucleic acid） |
| -        | 不定长度空白占位符  |              |

支持的蛋白质序列编码（25条氨基酸和3条特殊编码）如下：
| 氨基酸编码 | 含义                             |
| ---------- | -------------------------------- |
| A          | 丙氨酸（Alanine）                       |
| B          | 天冬氨酸（Aspartic acid，D）或天冬酰胺（Asparagine，N） |
| C          | 半胱氨酸（Cysteine）                     |
| D          | 天冬氨酸（Aspartic acid）                     |
| E          | 谷氨酸（Glutamic acid）                       |
| F          | 苯丙氨酸（Phenylalanine）                     |
| G          | 甘氨酸（Glycine）                       |
| H          | 组氨酸（Histidine）                       |
| I          | 异亮氨酸（Isoleucine）                     |
| J          | 亮氨酸（Leucine，L）或异亮氨酸（Isoleucine，I）   |
| K          | 赖氨酸（Lysine）                       |
| L          | 亮氨酸（Leucine）                       |
| M          | 甲硫氨酸（Methionine）                     |
| N          | 天冬酰胺（Asparagine）                     |
| O          | 吡咯赖氨酸（Pyrrolysine）                   |
| P          | 脯氨酸（Proline）                       |
| Q          | 谷氨酰胺（Glutamine）                     |
| R          | 精氨酸（Arginine）                       |
| S          | 丝氨酸（Serine）                       |
| T          | 苏氨酸（Threonine）                       |
| U          | 硒半胱氨酸（Selenocysteine）                   |
| V          | 缬氨酸（Valine）                       |
| W          | 色氨酸（Tryptophan）                       |
| Y          | 酪氨酸（Tyrosine）                       |
| Z          | 谷氨酸（Glutamic acid，E）或谷氨酰胺（Glutamine，Q）   |
| X          | 任意                             |
| *          | 翻译终止                         |
| -          | 不定长度空白占位符               |

## 序列标识符
NCBI标准定义了标题行中序列唯一标识符（SeqID）的格式。在Formatdb的手册页中有写到：“formatdb可以自动地解析SeqID并创建索引，但在FASTA定义行中的数据库标识符必须遵守FASTA定义行格式的惯例。”
下表为NCBI FASTA定义行的格式（另见"The NCBI Handbook", Chapter 16, The BLAST Sequence Analysis Tool（页面存档备份，存于））。
| 数据库                       | 格式                      |
| ---------------------------- | ------------------------- |
| GenBank                      | gb\|accession\|locus      |
| EMBL Data Library            | emb\|accession\|locus     |
| DDBJ, DNA Database of Japan  | dbj\|accession\|locus     |
| NBRF PIR                     | pir\|entry                |
| Protein Research Foundation  | prf\|name                 |
| SWISS-PROT                   | sp\|accession\|entry name |
| Brookhaven Protein Data Bank | pdb\|entry\|chain         |
| Patents                      | pat\|country\|number      |
| GenInfo Backbone Id          | bbs\|number               |
| General database identifier  | gnl\|database\|identifier |
| NCBI Reference Sequence      | ref\|accession\|locus     |
| Local Sequence identifier    | lcl\|identifier           |

上表中的管道符（“|”）并不是巴科斯范式中的分隔符，而是格式本身的一部分。多个标识符可以连接，同样使用管道符分隔。

### 压缩
FASTA文件的压缩需要特制的压缩工具来处理文件里所包含的两部分信息：标识符与序列。为获取更好的压缩率，压缩工具会将之分为两条独立的压缩流处理。例如使用上下文模型和数学编码进行无损压缩的MFCompress算法。

### 扩展名
包含FASTA格式序列的文本文件并无标准的扩展名。下表列出了各种扩展名及其含义。
| 扩展名       | 含义            | 备注                                                                                     |
| ------------ | --------------- | ---------------------------------------------------------------------------------------- |
| fasta (.fas) | 普通FASTA       | 任意普通的FASTA文件。此类扩展名还有fa、seq、fsa。                                        |
| fna          | 核酸FASTA       | 普遍用于表示核酸序列的FASTA文件。                                                        |
| ffn          | 核酸编码区FASTA | 包含基因组编码区的FASTA文件。                                                            |
| faa          | 氨基酸FASTA     | 包含表示氨基酸序列的FASTA文件。含有多种蛋白质序列的FASTA文件还可使用更具体的mpfa扩展名。 |
| frn          | 非编码RNA FASTA | 包含以DNA字母编码表示的基因组非编码RNA区（如tRNA、rRNA）的FASTA文件。                    |